# Carteris lineata
Carteris lineata är en fjärilsart som beskrevs av Druce 1898. Carteris lineata ingår i släktet Carteris och familjen nattflyn. Inga underarter finns listade i Catalogue of Life.